# Serbia en los Juegos Olímpicos de Tokio 2020
Serbia estuvo representada en los Juegos Olímpicos de Tokio 2020 por un total de 14 deportistas que compitieron en  deportes. Responsable del equipo olímpico fue el Comité Olímpico de Serbia, así como las federaciones deportivas nacionales de cada deporte con participación.
Los portadores de la bandera en la ceremonia de apertura fueron el jugador de waterpolo Filip Filipović y la jugadora de baloncesto Sonja Vasić.

## Medallistas
El equipo olímpico de Serbia obtuvo las siguientes medallas:
| Nombre                                                                | Deporte            | Competición               |
| --------------------------------------------------------------------- | ------------------ | ------------------------- |
| Oro                                                                   |                    |                           |
| Jovana Preković                                                       | Karate             | 61 kg F                   |
| Milica Mandić                                                         | Taekwondo          | +67 kg F                  |
| Equipo                                                                | Waterpolo          | Torneo M                  |
| Plata                                                                 |                    |                           |
| Damir Mikec                                                           | Tiro               | Pistola 10 m M            |
| Bronce                                                                |                    |                           |
| Dušan Domović Bulut Dejan Majstorović Aleksandar Ratkov Mihailo Vasić | Baloncesto 3×3     | Torneo M                  |
| Zurab Datunashvili                                                    | Lucha grecorromana | 87 kg M                   |
| Tijana Bogdanović                                                     | Taekwondo          | –49 kg F                  |
| Milenko Sebić                                                         | Tiro               | Rifle 3 posiciones 50 m M |
| Equipo                                                                | Voleibol           | Torneo F                  |